# 橘学苑中学校・高等学校
橘学苑中学校・高等学校（たちばながくえんちゅうがっこう・こうとうがっこう）は、神奈川県横浜市鶴見区獅子ヶ谷一丁目に所在する私立中学校・高等学校。

## 概要
1942年（昭和17年）に土光敏夫の母である土光登美によって橘女学校として創立された。創立の精神は土光家の信仰した法華経の教えや、土光登美が愛読した宮沢賢治の精神をもとにしている

## 沿革
出典
- 1942年（昭和17年）
  - 4月 - 橘女学校創立　校主土光登美
  - 12月 - 現在地に校舎落成
- 1945年（昭和20年）
  - 4月 - 財団法人橘学苑設立認可　土光登美理事長就任　土光登美急逝　土光敏夫理事長に就任
  - 8月- 終戦
- 1946年（昭和21年）3月 - 橘高等女学校へ組織変更認可　第一期生卒業
- 1947年（昭和22年）3月 - 新制中学校制度発足により私立橘中学校を併設
- 1948年（昭和23年）3月 - 新制高等学校制度発足により橘女子高等学校へ昇格
- 1951年（昭和26年）3月 - 財団法人より学校法人橘学苑へ組織変更
- 1957年（昭和32年）4月 - 鉄骨体育館完成
- 1960年（昭和35年）3月 - 学苑歌完成
- 1961年（昭和36年）11月 - 土光登美訓詞碑「正しき者は強くあれ」建立
- 1962年（昭和37年）9月 - 創立20周年式典
- 1965年（昭和40年）3月 - 木造本校舎に一部に鉄筋三階建本館完成
- 1968年（昭和43年）
  - 4月 - 定時制高等学校を併設
  - 11月 - 鉄筋三階建の新館完成
- 1969年 （昭和44年） - 生活学習「合宿」を開始
- 1971年（昭和46年）4月 - 学苑入学式を改編
- 1972年（昭和47年）4月 - 学苑通知表の改編と数学教科書の改編
- 1973年（昭和48年）1月 - 創立30周年記念アートクラフト展（学苑展）
- 1973年（昭和48年）3月 - 第1回音楽祭ミュージックフェスティバル開催
- 1974年（昭和49年）4月 - 学校法人橘学苑附属幼稚園併設
- 1976年（昭和51年）4月 - 中学部カリキュラムに「創造の時間」を設置
- 1977年（昭和52年）- 学苑入学試験制度改革（作文・面接制度を導入）
- 1978年（昭和53年）- 学苑国語科の改編、修学旅行改編「学習旅行」へ
- 1982年（昭和57年）- 創立40周年
- 1986年（昭和61年）4月 - 学苑高等部に「総合の時間」開設
- 1987年（昭和62年）10月 - 創立45周年記念事業　創作館と音楽堂竣工
- 1992年（平成4年）11月 - 創立50周年
- 1999年（平成11年）6月 - 文部省令第30号公布：総合的な学習の時間設置
- 2002年（平成14年） - 創立60周年
- 2003年（平成15年）
  - 4月 - 学苑関連施設「アグリネイチャーいいじま」竣工
  - 9月 - 新体育館「SAKURA DOME」竣工
- 2004年（平成16年）
  - 3月 - 新校舎（地上5階地下1階）竣工
  - 4月 - 校名を橘学苑中学校・高等学校に改称　中学校を男女共学制導入　高等学校にコース制導入　国際コース・デザイン美術コース：男女共学制
- 2005年（平成17年）1月 - 高校国際コース第1期生ニュージーランド留学
- 2006年（平成18年）4月 - 全面男女共学化
- 2014年（平成26年）3月 - 体育館リニューアル「土光敏夫記念体育館」竣工
- 2017年（平成29年）11月 - 創立75周年　記念式典
- 2018年（平成30年）3月 - 1号館リニューアル
- 2023年（令和5年）4月 - 高校国際コース募集停止（高校個人留学制度導入）
- 2024年（令和6年）4月 - 橘学苑中学校　募集停止

## 創立の精神
- 一、心すなおに真実を求めよう
- 一、生命の貴さ自覚し、明日の社会を築くよろこびを人々とともにしよう
- 一、正しく強く生きよう

## クラブ活動
- 体育系クラブ

硬式野球部、硬式テニス部、弓道部、チアリーディング部、サッカー部、バスケットボール部、バレーボール部、バドミントン部、卓球部、剣道部、陸上部、ダンス部、アクロバティックダンス部。
- 文化系クラブ

合唱部、グラフィックデザイン部、吹奏楽部、軽音楽部、箏曲部、  華道部、茶道部、美術部、漫画部、競技かるた部(旧かるた同好会)、演劇部、写真部、理科同好会、ライトクリエイト部。

## 交通
出典 : 
| 乗車駅                                                   | のりば         | 系統 | 下車停留所                       | 運行事業者 |
| -------------------------------------------------------- | -------------- | ---- | -------------------------------- | ---------- |
| JR 京浜東北線・鶴見線 鶴見駅 京浜急行電鉄本線 京急鶴見駅 | 1              | 鶴12 | 『橘学苑・橘テニスアカデミー前』 | ■臨港      |
| JR横浜線・横浜市営地下鉄ブルーライン 新横浜駅            | 7              | 鶴02 | 『橘学苑・橘テニスアカデミー前』 | ■臨港      |
| 東急新横浜線 新綱島駅                                    | 1              | 鶴03 | 『橘学苑・橘テニスアカデミー前』 | ■臨港      |
| JR横須賀線・湘南新宿ライン 新川崎駅                      | 新川崎交通広場 | 鶴04 | 『橘学苑・橘テニスアカデミー前』 | ■臨港      |
| JR 京浜東北線 川崎駅 京浜急行電鉄本線 京急川崎駅         | 51             | 川50 | 『三ツ池口』、徒歩10分           | ■臨港      |

## 著名な卒業生
| 佐藤優平(プロサッカー選手)           | 橘学苑高等学校 → 国士舘大学        |
| 村上知子(お笑い芸人（森三中）)       | 橘女子高等学校（現橘学苑高等学校） |
| 黒木優太(プロ野球（西武）)           | 橘学苑高等学校卒業 → 立正大学      |
| 日高アレクサンドル(プロサッカー選手) | 橘学苑高等学校                     |